# بنك في تي بي
بنك في تي بي هو بنك روسي مملوك للدولة ومقره في مختلف المناطق الفيدرالية في روسيا.